# 안티 소셜 소셜 클럽
안티 소셜 소셜 클럽(영어: Anti Social Social Club)은 미국의 의류 브랜드다. 2015년 니크 러크가 설립하였다.

## 같이 보기
- 빌리어네어 보이즈 클럽 (기업)
- 버질 아블로
- OVO 사운드
- 더헌드레드
- 스투시